# Bernard Bijvoet
Bernard Bijvoet (Ámsterdam, 14 de diciembre de 1889-Haarlem, 27 de diciembre de 1979) fue un arquitecto racionalista neerlandés. 

## Trayectoria
Estudió en la Escuela de Altos Estudios Técnicos de Delft, donde se tituló en 1913. Entró a trabajar en el estudio de Henri Evers, donde coincidió con Johannes Duiker, con quien se asoció en 1916. Abrieron un estudio en La Haya y colaboraron en diversos proyectos hasta 1925. En 1917 ganaron un concurso para la construcción de un asilo en Alkmaar, realizado en 1919. El mismo año ganaron el primer premio para el proyecto de una Academia de Artes Plásticas en Ámsterdam, que no fue ejecutado.
Con Duiker construyó edificios netamente funcionales, ligeros y resistentes, como el Sanatorio Zonnestraal en Hilversum (1926-1928, con Jan Wiebenga). Tras el fallecimiento de Duiker en 1935 finalizó el Hotel y Teatro Gooiland en Hilversum, iniciado por Duiker el año anterior.
Entre 1925 y 1935 trabajó con Pierre Chareau en París, con el que realizó la Maison de Verre o «casa de cristal» (1928-1932), un edificio destinado a clínica y residencia del doctor Dalsace, que realizó el encargo. Presenta una fachada de vidrio macizo moldeado, con una estructura de columnas de acero y suelo de cemento. Otra obra conjunta suya fue el club de golf de Beauvallon (1927-1929).
En los años anteriores a la Segunda Guerra Mundial trabajó con Marcel Lods y Eugène Beaudouin en Ámsterdam.
En 1946 se asoció a Gerard Holt, con quien colaboró hasta el final de su carrera. Entre sus obras destacan la villa Looyen en Aerdenhout (1949), los teatros de Tilburg (1954-1964) y Nimega (1955-1961) y el Hotel Okura en Ámsterdam (1971, con Yoshiro Taniguchi y Yozo Shibata).

## Galería

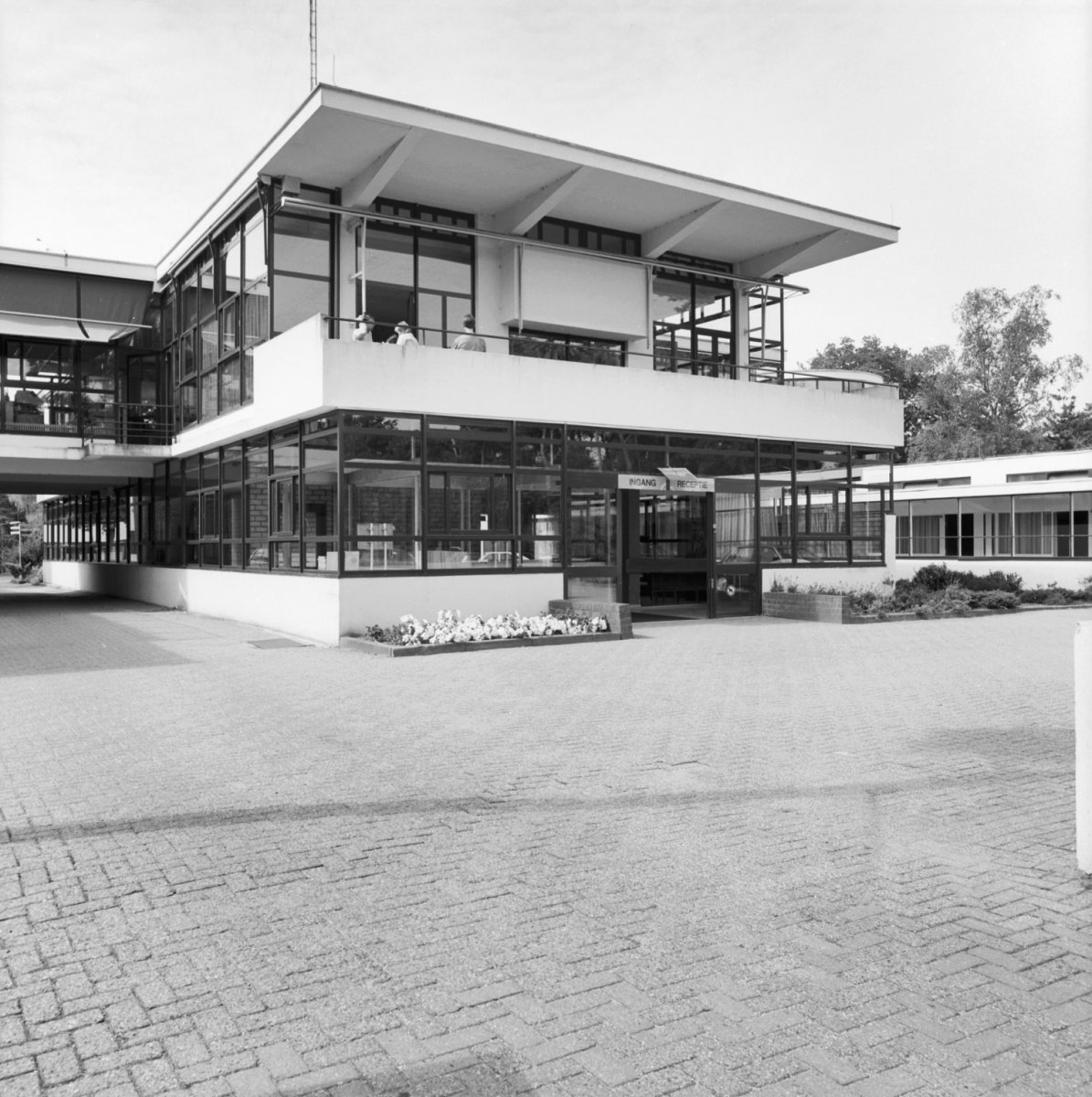
Sanatorio Zonnestraal, Hilversum (1926-1928), con Johannes Duiker
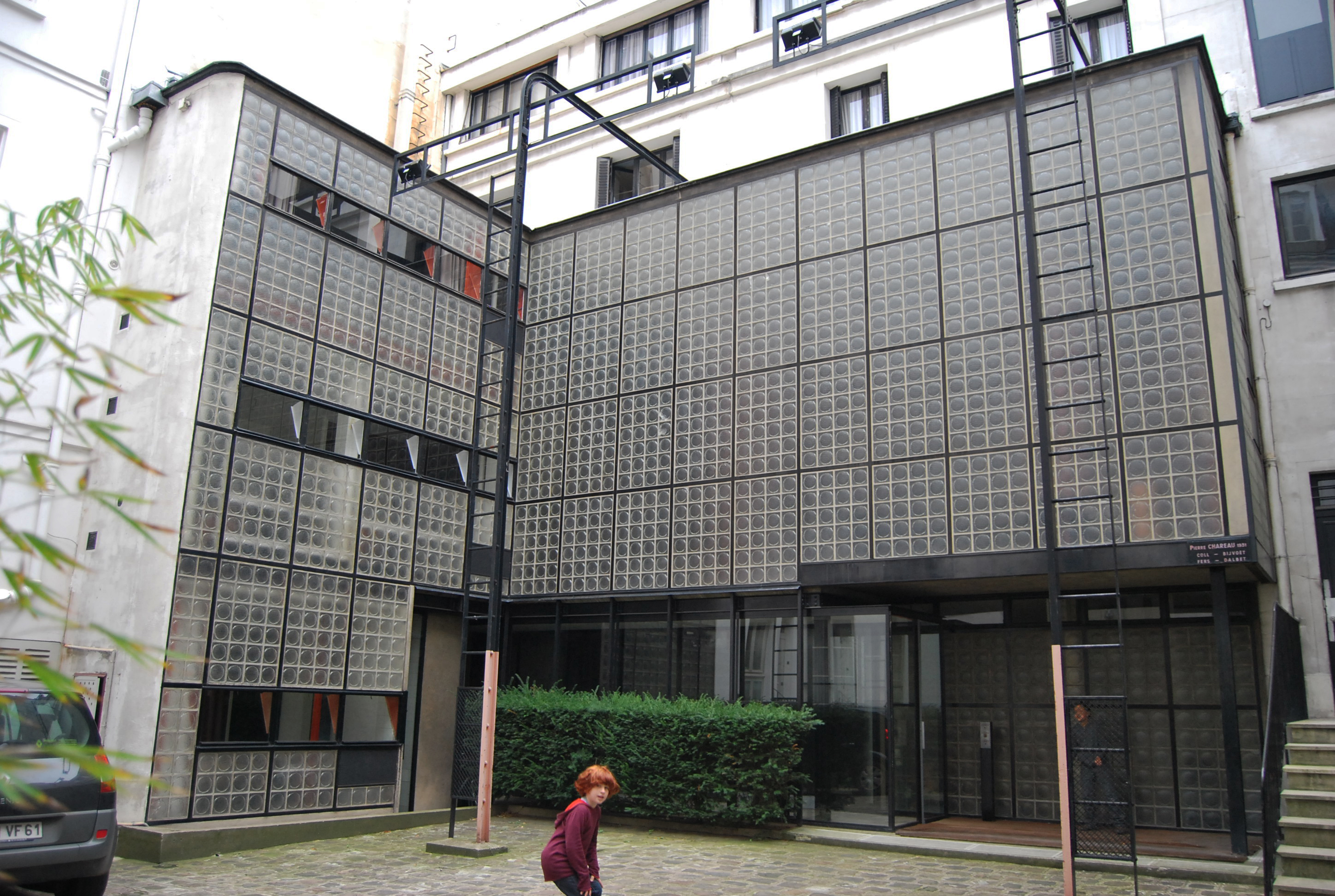
Maison de Verre, París (1928-1932), con Pierre Chareau
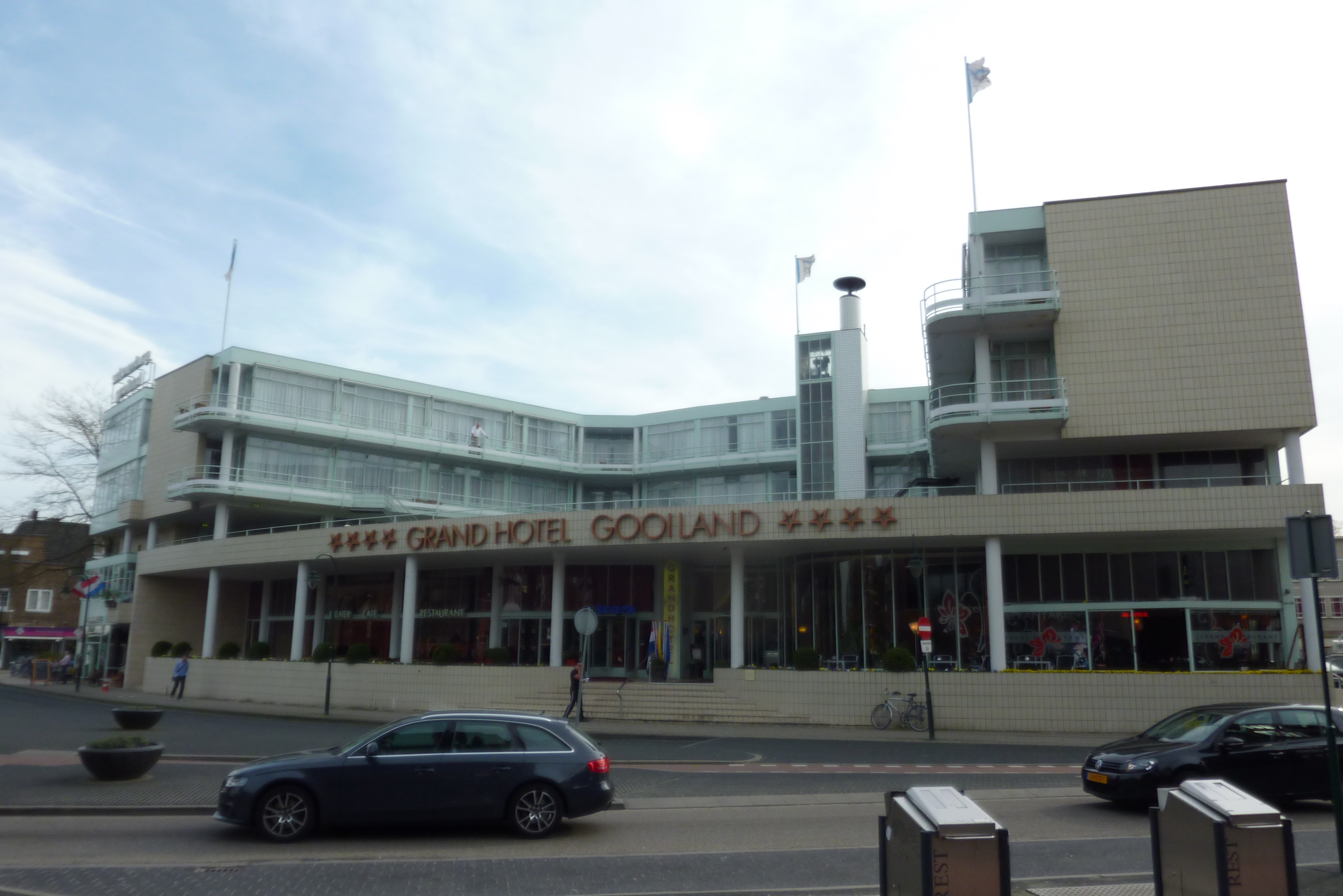
Hotel y Teatro Gooiland, Hilversum (1934), con Johannes Duiker
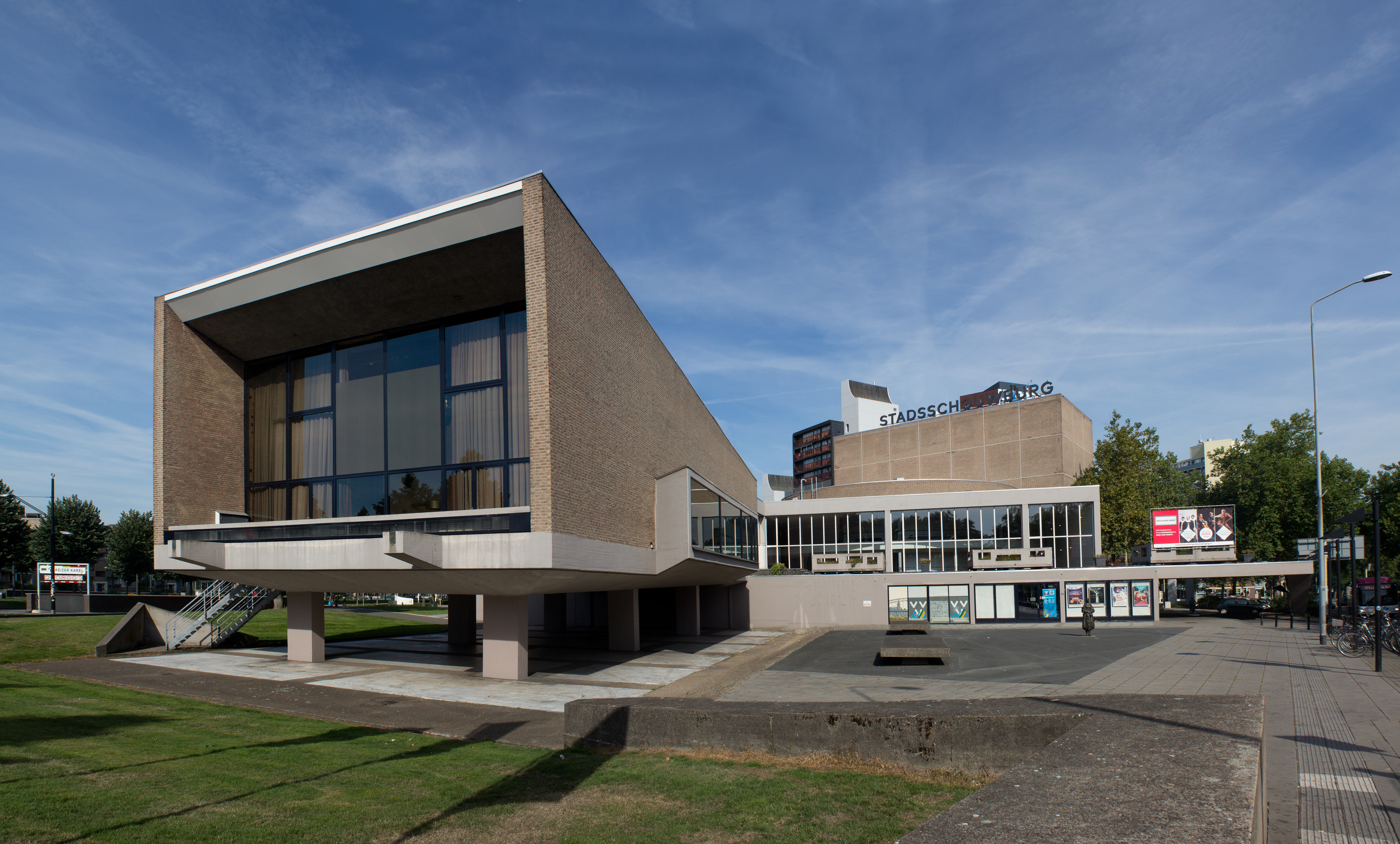
Teatro Stadsschouwburg, Nimega (1955-1961), con Gerard Holt
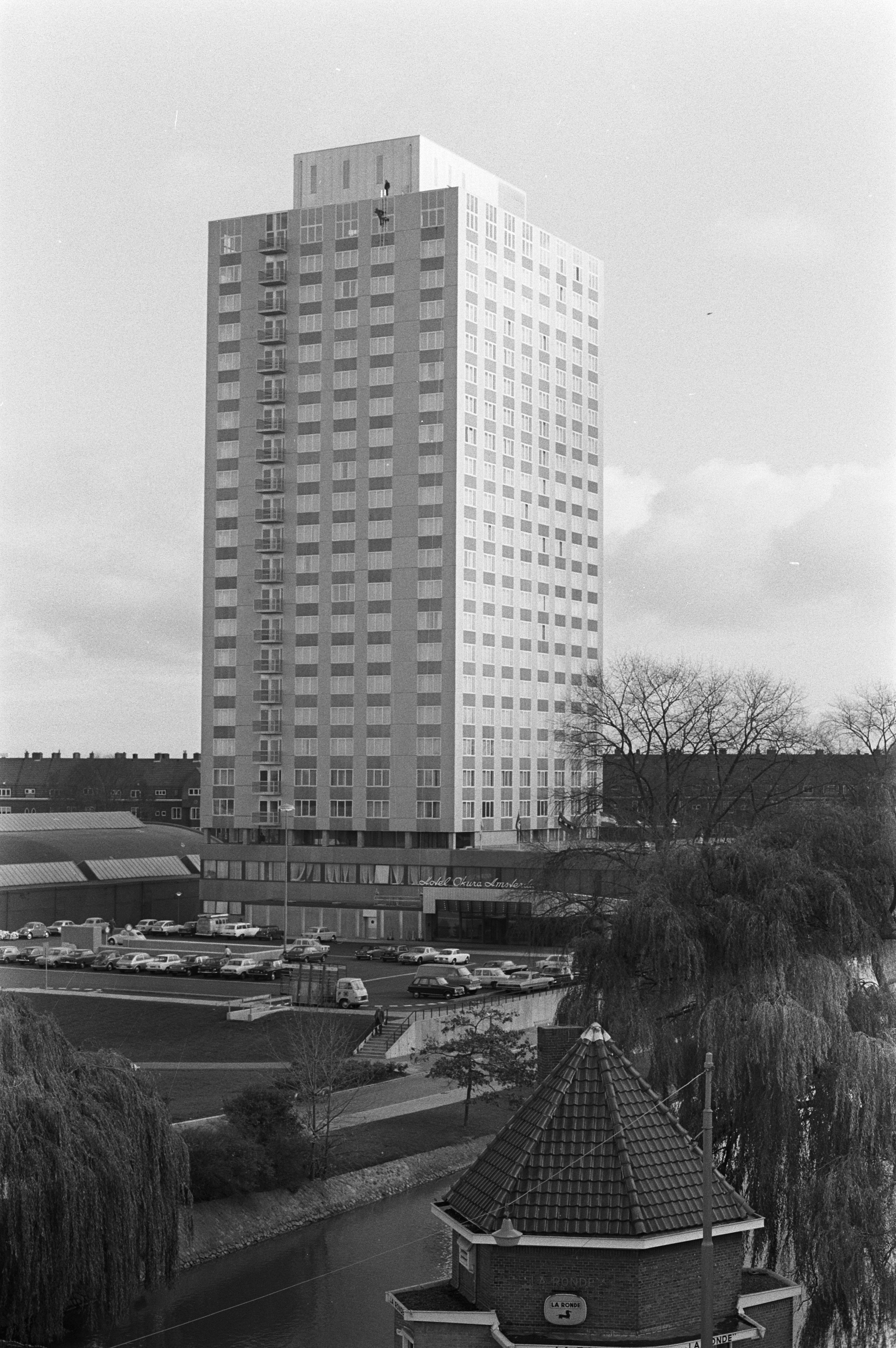
Hotel Okura, Ámsterdam (1971), con Gerard Holt, Yoshiro Taniguchi y Yozo Shibata